# José Charbonneau
José Charbonneau (* 21. November 1966 in Ferme-Neuve, Québec) ist ein ehemaliger kanadischer Eishockeyspieler. Er spielte auch als professioneller Inlinehockeyspieler in der nordamerikanischen Roller Hockey International.

## Karriere
Als Junior spielte er bei den Drummondville Voltigeurs in der kanadischen Juniorenliga Québec Major Junior Hockey League und wurde von den Montréal Canadiens in der ersten Runde beim NHL Entry Draft 1985 an insgesamt zwölfter ausgewählt. Diese setzten ihn ab 1986 in ihrem damaligen Farmteam, bei den Canadiens de Sherbrooke in der American Hockey League ein. 
In den nächsten Spielzeiten wurde er neben den NHL-Mannschaften der Montreal Canadiens und der Vancouver Canucks auch bei den Canadiens de Sherbrooke in der AHL und den Milwaukee Admirals in der International Hockey League eingesetzt, bevor er in der Saison 1990/91 Mitglied im Team Canada wurde. Danach wechselte er für die Saison 1991/92 nach Deutschland in die 2. Bundesliga zum EHC Eisbären Berlin, dem er bei Wiederaufstieg in die Bundesliga half. Zurück in Kanada spielte er in der Saison 1992/93 erneut erst beim Team Canada, bevor er für den Rest der Saison erneut nach Europa zu den Smoke Eaters Geleen in die Niederlande wechselte. Wieder zurück in Kanada spielte er in den beiden nächsten Spielzeiten erneut bei den Vancouver Canucks, wobei er auch bei den Hamilton Canucks in der AHL und den Las Vegas Thunders in der IHL zu Einsätzen kam. 
Im Sommer 1995 wechselte er erneut nach Europa dieses Mal zum EV Landshut in die DEL. In der darauffolgenden Spielzeit begann er erst in Landshut, bevor er während der Saison innerhalb der DEL zu den Wedemark Scorpions wechselte. Im Sommer 1997 wechselte er innerhalb der Liga nach Frankfurt zu den Frankfurt Lions, für die er bis zur Saison 2000/01 spielte und anschließend seine Karriere beendete.
Als professioneller Inlinehockeyspieler ging Charbonneau in der Saison 1993 in der Roller Hockey International für die Vancouver Voodoo aufs Eis. Dort war er mit 68 Punkten aus 14 Spielen der beste Scorer der Liga.

## Erfolge und Auszeichnungen
- 1985 Trophée Michael Bossy